# おもちゃの交響曲
『おもちゃの交響曲』（英: Toy Symphony）は、オーストリアのチロル地方出身の作曲家で、ベネディクト会の神父でもあったエトムント・アンゲラーが1770年頃に作曲したと考えられている、いわゆる 「ベルヒテスガーデンの音楽」（独: Berchtolds-Gaden Musick、ベルヒテスガーデンの玩具店製のおもちゃを加えた音楽を意味する造語）と呼ばれる全3楽章からなる小交響曲。『こどもの交響曲』（独: Kindersinphonie）とも呼ばれる。
この交響曲が最初に出版された時、作曲者としてフランツ・ヨーゼフ・ハイドン、またタイトルとして『こどもの交響曲』が出版社の判断で付けられた。邦題の『おもちゃの交響曲』は、英語圏でのタイトル「Toy Symphony」に由来する。

## 作曲者判明までのいきさつ
本作の作曲者が判明するまでには紆余曲折を経ている。本作は18世紀からフランツ・ヨーゼフ・ハイドンの作品として知られていた（そのため、ハイドンの研究で知られるオランダの音楽学者アントニー・ヴァン・ホーボーケンによるホーボーケン番号では「Hob. ll:47」の番号が与えられている）。しかしハイドンによる自筆譜が存在せず、またこの交響曲の成立に関する手紙等の二次資料がないため、確証は得られていなかった。また、ハイドンの他の作品と比較して本作はあまりにも単純であり田園的であるため、早くから偽作説が有力であった。次に推測されていた作曲者はハイドンの5歳年下の弟ミヒャエル・ハイドンであり、ミヒャエルはザルツブルク在住でモーツァルト親子とも親交があり、モーツァルトの最後の交響曲である第39番、第40番、第41番のモデルとなる交響曲を作曲していた。しかし、ミヒャエル・ハイドンであるという説も確証は得られなかった（なお、一時は本作がヴォルフガング・アマデウス・モーツァルトの作品であるという仮説もあった）。
1951年、ヴォルフガング・アマデウス・モーツァルトの父であるレオポルト・モーツァルトの作曲とされるカッサシオン（全7曲）が、エルンスト・フリッツ・シュミットによりバイエルン州立図書館から発見され、その一部が『おもちゃの交響曲』と同一であることが判明した。レオポルト・モーツァルトの作品はほとんど後世に伝わっていないが、本作が彼の作品であるというニュースは、世界中の研究者や音楽ファンから納得をもって受け入られた。こうした経緯により、一時は本作がレオポルト・モーツァルトの作品であるという説が定着していた。
しかし、1992年にオーストリアのチロル地方シュタムス修道院（Stift Stams）の音楽蔵書の中から、1785年頃に当院の神父シュテファン・パルセッリ（Stefan Paluselli, 1748年 - 1805年）が写譜した『おもちゃの交響曲』の楽譜が発見された。そこには同じくチロル出身で、今日全く忘れ去られた作曲家エトムント・アンゲラーが1770年頃に作曲したと記されていた。
エトムント・アンゲラーの活動とこの交響曲の作風、あるいは木製玩具の製造地であるバイエルン州の著名な保養地ベルヒテスガーデンがほど近いことなどから総合的に判断して、今日これを覆すだけの説は出ていない（なお、ベルヒテスガーデンの木製玩具は18世紀のヨーロッパでは広く知られており、今日なお名産品となっている）。

## 楽器編成
- 写本発見当時は次のような見解が主流であった。現在の見解と異なっている点は斜体にしてある。
  - パルセッリの写本には、弦楽器の編成としてヴァイオリン、ヴィオラ、バス（Violino, e Viola, con Basso）と記されている。これは現在ヴィオラの入らない弦楽四部の編成で演奏されることが多いことから考えると、熟慮が必要である。con Bassoは当時のスタイルで通奏低音であるから、チェロも加わっていると考えるべきである。いずれにせよチロルの片田舎のオーケストラを念頭に作曲した訳で、とりあえずその場にいる弦楽器全員が演奏するというのが自然であり、ヴィオラやチェロをあえて外す必然性はない。
- このような判断が「弦五部原理主義」の中から生み出されてきたが、かつての弦五部にはチェロが省略された記譜が主流だったことに加えて、本当にチェロを抜いた例もある。初期のシンフォニアにはヴィオラとチェロを割愛した編成もかなり多い。またチロル地方が通奏低音を抜く最新の流行に対応していたとは考えにくい。やはりアンゲラーの念頭にあった編成は「ヴァイオリン、ヴィオラ、実音で演奏されるヴィオローネ、通奏低音（フォルテピアノ）」の四重奏であったと考えられる。木製楽器の玩具にフォルテピアノが混ざるのは、音色的には自然な組合わせであろう。
- パルセッリの写本ではバイエルン州の著名な保養地ベルヒテスガーデンの玩具店製の以下のおもちゃが指定されている。カッコウ（Kuckuck）、ウズラ（Wachtel）、ラッパ（Trompete）、太鼓（Trommel）、ガラガラ（Ratsche）、雌鳥の笛（Orgelhenne）、トライアングル（Cymbelstern）。実際の演奏では、雌鳥の笛→ナイチンゲール（水笛）のように適時変更される。

## 出版
上記の通り、この交響曲は当初フランツ・ヨーゼフ・ハイドンの作品として出版されている。
- Kindersymphonie, Hob. ll:47, C major（Toy Symphony, Sinfonia Berchtoldensis）
出版社：Breitkopf & Härtel, Kalmus, Luck's, Peters[リンク切れ]

パルセッリ写譜本に基づく新編集のエトムント・アンゲラー作曲の『おもちゃの交響曲』、あるいはアンゲラーの音楽劇、オラトリオなどの楽譜が閲覧可能。
- チロル音楽出版（独語）リンク先、右のINDEXから「Angerer, Edmund OSB (1740-1794)」をクリックする。なお閲覧には「Sibelius Scorch plug-in」が必要。

## 曲の構成
全3楽章、演奏時間は反復をすべて行っても約10分ほど。時には子供がオーケストラの中で実際におもちゃを演奏するということも行われる。
- 第1楽章 アレグロ
ハ長調、4分の4拍子、簡単なソナタ形式。
お使いのブラウザーでは、音声再生がサポートされていません。音声ファイルをダウンロードをお試しください。

- 第2楽章 メヌエット - トリオ
ハ長調 - ヘ長調、4分の3拍子、三部形式。
お使いのブラウザーでは、音声再生がサポートされていません。音声ファイルをダウンロードをお試しください。
お使いのブラウザーでは、音声再生がサポートされていません。音声ファイルをダウンロードをお試しください。

- 第3楽章 フィナーレ：アレグロ・モデラート - アレグロ - プレスト
ハ長調、8分の3拍子。
お使いのブラウザーでは、音声再生がサポートされていません。音声ファイルをダウンロードをお試しください。
アレグロ・モデラートから始まり、2回目はアレグロ、最後はプレストで合計3回繰り返し、次第におもちゃが増えていき、にぎやかに終了する。